# Хоцяновський Артем Леонідович
Артем Леонідович Хоцяновський (нар. 20 жовтня 1999, Житомир, Україна, Україна) — український футболіст, нападник клубу «Діназ» .

## Життєпис
Народився в Житомирі, вихованець місцевого «Полісся», а також «Динамо» (Київ) та Львівського училища фізичної культури, за команду якого «УФК-Карпати» виступав у дитячо-юнацькій футбольній лізі України. В ЛУФК підвищував спортивну майстерність у групі відомого дитячого тренера Олега Родіна.
Наприкінці серпня 2015 року підписав контракт з кам'янською «Сталю» й почав виступати в молодіжному чемпіонаті України. Дебютував у Прем'єр-лізі 5 серпня 2017 року в поєдинку проти львівських «Карпат». Дебютним голом у футболці кам'янського клубу відзначився 19 листопада 2017 року на 72-ій хвилині нічийного (1:1) виїзного поєдинку 16-го туру УПЛ проти полтавської «Ворскли». Артем вийшов на поле на 46-ій хвилині, замінивши Юрія Климчука.
Влітку 2018 року підписав контракт з київським «Динамо», але за першу команду так і не дебютував, тому на початку 2019 року перейшов у першоліговий «Авангард» (Краматорськ).